# Grensmarks voetbalkampioenschap
Het Grensmarks voetbalkampioenschap (Duits: Bezirksliga Grenzmark) was een van de regionale voetbalcompetities van de Baltische voetbalbond, die bestond van 1929 tot 1933. Het kampioenschap was een soort tussencompetitie tussen de regionale competities en de Baltische eindronde. De competitie verving die van Danzig-West-Pruisen. Ook werden enkele clubs uit de Pommerse competitie naar deze overgeheveld. De competitie was onderverdeeld in meerdere Kreisliga's, waarvan de kampioenen zich plaatsten voor de eigenlijke Bezirksliga. 
Viktoria Stolp was in 1932 de enige club uit de competitie die erin slaagde om zich ook de te plaatsen voor de nationale eindronde om de landstitel.
In 1933 kwam de Nationaalsocialistische Duitse Arbeiderspartij aan de macht in Duitsland en werden alle overkoepelende voetbalbonden met hun competities afgeschaft. De clubs uit Grensmark gingen in de Gauliga Ostpreußen en Gauliga Pommern spelen.

## Erelijst
- 1930: SV Schutzpolizei Danzig
- 1931: Polizei SV Elbing
- 1932: SV Viktoria 09 Stolp
- 1933: BuEV Danzig

1929/30 · 1930/31 · 1931/32 · 1932/33 · 1933/34